# Belly (rapper)
Belly, pseudonimo di Ahmad Balshe (Jenin, 7 aprile 1984), è un rapper, cantautore e produttore discografico palestinese naturalizzato canadese.

## Biografia
Nato a Jenin in Palestina, Cisgiordania, e cresciuto a Ottawa, Balshe ha intrapreso la carriera di musicista a 16 anni suonando in varie band punk. A 21 anni ha fatto il suo debutto con l'uscita del suo mixtape, Death Before Dishonor: Vol. 1. Ha poi rilasciato otto ulteriori progetti in un arco di sei anni, tra cui il suo album di debutto in studio The Revolution (2007), oltre a due mixtape di collaborazione, The Lost Tapes e The Greatest Dream I Never Had, con Kurupt e DJ Drama, rispettivamente.
Dopo una pausa dalla musica, si è assicurato un contratto discografico con XO nel 2015 (e in seguito un contratto aggiuntivo con Roc Nation) dopo aver contribuito con la stesura di una varietà di brani per gli artisti R&B, The Weeknd e Beyoncé. Ha fornito anche voci di supporto e co-sceneggiatura della canzone "6 Inch" dall'album di quest'ultima, Lemonade. Belly ha poi pubblicato altri quattro mixtape e pubblicato il suo secondo album Immigrant nel 2018.
Belly ha ricevuto il premio "Songwriter of the Year" ai SOCAN 2016 (Society of Composers, Authors and Music Publishers of Canada) Awards per i suoi "contributi significativi e eccezionali alla musica popolare nell'ultimo anno". Accanto al suo premio SOCAN, Belly ha vinto un Juno Award, tre MuchMusic Video Awards, e ha ottenuto due volte una posizione di spicco nella classifica nazionale di Much Music Countdown.

## Discografia

### Album in studio
- 2007 – The Revolution
- 2018 – Immigrant
- 2021 – See You Next Wednesday (TBA)

### Mixtape
- 2005 – Death Before Dishonor: Vol. 1
- 2005 – Death Before Dishonor: Vol. 2
- 2007 – Death Before Dishonor: Vol. 3
- 2010 – Back for the First Time Vol. 1 (con DJ Smallz)
- 2011 – Sleepless Nights (con DJ Ill Will)
- 2011 – Belly & Kurupt The Lost Tapes 2008 (con Kurupt)
- 2011 – The Greatest Dream I Never Had (con DJ Drama)
- 2015 – Up for Days
- 2016 – Another Day in Paradise
- 2016 – Inzombia
- 2017 – Mumble Rap

### Singoli
- 2006 – Pressure (feat. Ginuwine)
- 2007 – Don't Be Shy (feat. Nina Sky)
- 2007 – I'm the Man (feat. Kurupt)
- 2007 – Ridin' (feat. Mario Winans)
- 2009 – Hot Girl (feat. Snoop Dogg)
- 2011 – Back Against the Wall (feat. Kobe)
- 2011 – I Drink I Smoke (feat. Snoop Dogg)
- 2011 – Purple Drugs
- 2011 – Num8ers
- 2011 – Hartwin Cole (feat. Faber Drive)
- 2012 – 1200 (feat. Juicy J)
- 2015 – Might Not (feat. The Weeknd)
- 2015 – No Option
- 2016 – Zanzibar (feat. Juicy J)
- 2016 – You (feat. Kehlani)
- 2016 – Ballerina (solo o remix feat. Ty Dolla Sign)
- 2017 – P.O.P.
- 2017 – Man Listen
- 2018 – 4 Days (feat. YG)
- 2018 – Maintain (feat. Nav)
- 2018 – What You Want (feat. The Weeknd)
- 2021 – IYKYK
- 2021 – Money on the Table (feat. Benny the Butcher)
- 2021 – Zero Love (feat. Moneybagg Yo)
- 2021 – Better Believe (feat. The Weeknd e Young Thug)

## Filmografia
- Hurry Up Tomorrow, regia di Trey Edward Shults (2025)